# フットボールス・アルスヴェンスカン1998
フットボールス・アルスヴェンスカン 1998 は、スウェーデン最上位サッカーリーグの第74シーズン目である。AIKが4回目の優勝を決め、通算10回目のスヴェンスカ・メスタレ・イ・フットボールとなった。開催期間は4月4日から11月8日。

## プレイバック
リーグを制したAIKは低調なスタートを切り、開幕直後は降格圏内にまで低迷した。しかし第7節からリー・バクスターに代わってマティアス・アスペルが正GKになると、以後は無敗を貫いた。
そのAIKと勝ち点1差の2位で最終節に臨んだヘルシンボリスIFは、すでにディヴィショーン・エット降格が決まりモチベーション皆無かと思われたBKヘッケンと対戦し、1－2でまさかの敗戦。対する首位AIKはオルグリーテISに2－1で勝利し、リーグを制した。
1998年シーズンは、首都ストックホルムで久しぶりにサッカー人気が盛り上がった。AIKの優勝に加え、ハンマルビーIFも3位入賞。ハンマルビーはまた、ホームでのAIK戦でアルスヴェンスカンにおける自身最多記録33094人の観衆も集めている。
平均観客動員ランキングでもAIKとハンマルビーがトップ2を占め、ともに10000人台を達成。リーグ全体平均5647人を大幅に超えた。ボトム3はオルグリーテIS、ヴェストラ・フレールンダIF、BKヘッケンの3クラブで、平均動員数は2100人から2500人の間であった。人口最多の首都ストックホルムは、この「観客動員リーグ」(Publikligan) に優勝した。

## 順位表
| 順 | チーム                     | 試 | 勝 | 分 | 敗 | 得 | 失 | 差  | 点 | 出場権または降格                                   |
| -- | -------------------------- | -- | -- | -- | -- | -- | -- | --- | -- | -------------------------------------------------- |
| 1  | AIK (C)                    | 26 | 11 | 13 | 2  | 25 | 15 | +10 | 46 | UEFAチャンピオンズリーグ 1999-2000出場             |
| 2  | ヘルシンボリスIF           | 26 | 12 | 8  | 6  | 43 | 28 | +15 | 44 | UEFAカップ 1999-2000出場                           |
| 3  | ハンマルビーIF             | 26 | 11 | 9  | 6  | 39 | 34 | +5  | 42 | UEFAインタートトカップ 1999出場                    |
| 4  | ハルムスタッズBK           | 26 | 12 | 5  | 9  | 42 | 40 | +2  | 41 | UEFAインタートトカップ 1999出場                    |
| 5  | ヴェストラ・フレールンダIF | 26 | 10 | 8  | 8  | 29 | 31 | −2  | 38 |                                                    |
| 6  | エーレブルーSK             | 26 | 10 | 6  | 10 | 35 | 38 | −3  | 36 |                                                    |
| 7  | IFKノールシャーピン        | 26 | 9  | 8  | 9  | 43 | 35 | +8  | 35 |                                                    |
| 8  | IFKヨーテボリ              | 26 | 9  | 8  | 9  | 27 | 29 | −2  | 35 | UEFAカップ 1999-2000出場                           |
| 9  | マルメFF                   | 26 | 9  | 6  | 11 | 35 | 30 | +5  | 33 |                                                    |
| 10 | IFエルフスボリ             | 26 | 8  | 9  | 9  | 36 | 33 | +3  | 33 |                                                    |
| 11 | トレッレボリFF (O)         | 26 | 8  | 8  | 10 | 31 | 35 | −4  | 32 | クヴァール・ティル・アールスヴェンスカン           |
| 12 | オルグリーテIS (O)         | 26 | 7  | 7  | 12 | 35 | 36 | −1  | 28 | クヴァール・ティル・アールスヴェンスカン           |
| 13 | BKヘッケン (R)             | 26 | 7  | 6  | 13 | 27 | 46 | −19 | 27 | ディヴィショーン・エット・イ・フットボール1999降格 |
| 14 | エステシュIF (R)           | 26 | 5  | 7  | 14 | 26 | 43 | −17 | 22 | ディヴィショーン・エット・イ・フットボール1999降格 |

1. ↑  スヴェンスカ・クッペン・イ・フットボール1998/1999（スウェーデン語版）準優勝による出場

## クヴァール・ティル・アールスヴェンスカン
| ランズクローナBoIS | 2–3 | トレレボリスFF |
| ------------------ | --- | -------------- |
|                    |     |                |

| トレレボリスFF | 4–1 | ランズクローナBoIS |
| -------------- | --- | ------------------ |
|                |     |                    |

| ウーメオFC | 2–3 | オルグリーテIS |
| ---------- | --- | -------------- |
|            |     |                |

| オルグリーテIS | 3–0 | ウーメオFC |
| -------------- | --- | ---------- |
|                |     |            |

## 得点ランキング
| 順位 | 選手                       | 所属             | 点数 |
| ---- | -------------------------- | ---------------- | ---- |
| 1    | アーリル・スタヴルム       | ヘルシンボリスIF | 18   |
| 2    | ハンス・ベリグレン         | ハンマルビーIF   | 13   |
| 3    | クリステル・マッティアソン | IFエルフスボリ   | 12   |
| 4    | マッツ・リリエンバリ       | ハルムスタッズBK | 11   |

## 観客動員数
1998年から1999年シーズンにかけて、アルスヴェンスカンの魅力に開眼した観客がまたスタジアムに足を運び始めた。ストックホルム開催試合では1995年以来となる平均10000人越えとなったが、地方都市のヘルシンボリスIFも平均10940人を記録している。
ストックホルムダービーはシーズン最多の30000人以上を集めた。優勝したAIKと3位のハンマルビーIFの好成績のおかげでもあるが、首都の動員力は他を大きく引き離している。ちなみに2年前のダービーは、たった15000人ほどしか集められなかった。
しかし、最も大きなトラブルが発生したのもストックホルムダービーだった。ハンマルビーが1－0で勝利すると、終了の笛と同時にAIKサポーターが南側スタンドから乱入、さらに対岸のハンマルビーファンに向かって突撃した。幸いハンマルビー側も乱入し迎え撃つ事はしなかったので、乱闘にはならなかったのだが。
かつて集客力ナンバーワンの都市だったヨーテボリだが、今季は3クラブ平均2100人から2500人という体たらくぶり。最も多いIFKヨーテボリは平均6414人と多少健闘したが、それでもこの街は地域別の平均観客数ランキングで最下位に転落した。

### 動員数上位試合
- 33 094: ハンマルビーIF–AIK 0–2, ロースンダ・スタディオン 1998年8月10日
- 31 893: AIK–ハンマルビーIF 0–1, ロースンダ・スタディオン 1998年5月19日
- 18 017: AIK–オルグリーテIS 1–0, ロースンダ・スタディオン 1998年11月8日
- 16 328: マルメFF–ヘルシンボリスIF 1–1, マルメ・スタディオン 1998年4月28日
- 14 279: AIK–IFKヨーテボリ 1–0, ロースンダ・スタディオン 1998年9月10日

### 最小動員試合
- 636: オルグリーテIS–エステシュIF 4–4, ガムラ・ウッレヴィ (1916)（スウェーデン語版）, 1998年6月17日[3]

### クラブ別平均動員数
| クラブ                     | ホーム平均 | 全試合平均 |
| -------------------------- | ---------- | ---------- |
| AIK                        | 11 112     | 144 456    |
| ハンマルビーIF             | 10 967     | 142 571    |
| ヘルシンボリスIF           | 9 067      | 117 871    |
| マルメFF                   | 7 014      | 91 182     |
| IFKヨーテボリ              | 6 414      | 83 382     |
| IFエルフスボリ             | 5 920      | 76 960     |
| エーレブルーSK             | 5 721      | 74 373     |
| ハルムスタッズBK           | 5 038      | 65 494     |
| IFKノルシェーピン          | 4 869      | 63 297     |
| エステシュIF               | 3 008      | 39 104     |
| トレッレボリFF             | 2 969      | 38 597     |
| BKヘッケン                 | 2 537      | 32 981     |
| ヴェストラ・フレールンダIF | 2 270      | 29 510     |
| オルグリーテIS             | 2 159      | 28 067     |

## スヴェンスカ・メスタレ
- まず特筆するべきは、守護神マティアス・アスペルが自身の出場した試合で無敗を達成したことだろう。 AIKが負けた2試合は、スチュアート・バクスター監督の息子リー・バクスターがゴールマウスに立った。チーム得点王はネボイシャ・ノヴァコヴィッチ（スウェーデン語版）で、チームの全25得点中の5ゴールを決めた。得点王より13点も少ない。

FWアレクサンデル・エストルンドは、後にIFKノルシェーピンでDFにコンバートされるのだが、今季オルグリーテIS戦での決勝点が唯一のゴールであった。リーグ全試合出場を記録した選手はゼロ。最多出場はトーアス・グスタヴソン、マイク・ショーロー、ネボイシャ・ノヴァコヴィッチの25試合である。
監督: スチュアート・バクスター
| 選手                           | 試合 | ゴール |
| ------------------------------ | ---- | ------ |
| トーマス・アントネリウス       | 25   | 0      |
| マイク・シェーレ               | 25   | 0      |
| ネボイシャ・ノヴァコヴィッチ   | 25   | 5      |
| ミカエル・ブルンディーン       | 24   | 0      |
| トーマス・ラーゲレフ           | 24   | 3      |
| ヨハン・ミャルビー             | 24   | 2      |
| クリステル・ヌーディーン       | 24   | 3      |
| アレクサンデル・エストルンド   | 24   | 1      |
| パトリック・フレードホルム     | 21   | 1      |
| パトリック・エングルンド       | 20   | 1      |
| マッティアス・アスペル (MV)    | 19   | 0      |
| マリーノ・ラームバリ           | 19   | 3      |
| アンデシュ・リンパル           | 18   | 2      |
| オロフ・メルベリ               | 17   | 0      |
| ハンス・バリ                   | 11   | 1      |
| パール・ミッルクヴィスト       | 10   | 0      |
| リー・バクスター (MV)          | 7    | 0      |
| オーラ・アンデション           | 5    | 0      |
| ダニエル・ホック               | 2    | 0      |
| ダーヴィド・ユング             | 2    | 0      |
| ピラカイア                     | 2    | 0      |
| アンドレーアス・イングヴェソン | 1    | 0      |

- MV = målvakt